# ...There and Then
...There and Then es una grabación en vivo tomado de los tres conciertos más grandes de la gira que Oasis hizo en 1995-96, durante la gira del "(What's the Story) Morning Glory?". Salió primero en VHS, el 14 de octubre de 1996, después en DVD el 12 de noviembre de 1997, y más tarde fue reeditado en DVD el 15 de octubre de 2001, incluyendo grabaciones extras y videoclips de Roll with It y Acquiesce.

## Lista de canciones
Todas las canciones escritas por Noel Gallagher, excepto las señaladas.
1. Comienzo del concierto
2. The Swamp Song
3. Acquiesce (Al final del tema Noel hace el punteo de "Sally Cinnamon" de The Stone Roses)
4. Supersonic
5. Hello (Contiene un extracto de Hello, Hello I'm Back Again by Gary Glitter)
6. Some Might Say
7. Roll with It
8. Morning Glory (Acústico)
9. Round Are Way (Contiene un extracto de "Up in the Sky")
10. Cigarettes & Alcohol
11. Champagne Supernova
12. Cast No Shadow
13. Wonderwall
14. The Masterplan
15. Don't Look Back in Anger
16. Live Forever
17. I Am the Walrus (Lennon/McCartney) (Junto a The Bootleg Beatles)
18. Cum On Feel the Noize (Holder/Lea)

### Bonus audio CD
Las primeras copias del VHS contienen tres canciones extras en formato audio.
1. Wonderwall (acústico) (grabada en Earls Court, Londres el 4 de noviembre de 1995.)
2. Cigarettes & Alcohol (grabada en Maine Road, Mánchester el 28 de abril de 1996)
3. Champagne Supernova (junto a John Squire de The Stone Roses) (grabada en Knebworth Park, Stevenage el 11 de agosto de 1996.)

Wonderwall y Champagne Supernova fueron también incluidas como canciones extra en formato audio en ...There and Then DVD

## Personal
- Liam Gallagher – voz, pandereta
- Noel Gallagher – guitarra principal, voz
- Paul "Bonehead" Arthurs – guitarra rítmica
- Paul McGuigan – bajo eléctrico
- Alan White – batería, percusión

- Datos: Q2569905